# Инфимум и супремум
Инфимум је појам из математике, теорије скупова, и у основи представља највеће доње ограничење неког скупа X. 
Супремум, аналогно, представља најмање горње ограничење неког скупа.

## Дефиниција
Ако је {\displaystyle B} непразан подскуп уређеног скупа {\displaystyle (A,\rho )}, онда је доње ограничење скупа {\displaystyle B} сваки елеменат {\displaystyle a\in A} за који важи {\displaystyle (\forall x\in B)a\rho x}. Скуп свих доњих ограничења скупа {\displaystyle B} означавамо са {\displaystyle B^{d}}.
Ако је {\displaystyle B} непразан подскуп уређеног скупа {\displaystyle (A,\rho )}, онда је горње ограничење скупа {\displaystyle B} сваки елеменат {\displaystyle a\in A} за који важи {\displaystyle (\forall x\in B)x\rho a}. Скуп свих горњих ограничења скупа {\displaystyle B} означавамо са {\displaystyle B^{g}}.
Инфимум скупа је {\displaystyle B} највећи елеменат скупа {\displaystyle B^{d}}. Уколико је скуп доњих ограничења празан, инфимум не постоји.
Супремум скупа је {\displaystyle B} најмањи елеменат скупа {\displaystyle B^{g}}, уколико он није празан.

## Инфимум и супремум у анализи
Инфимум и супремум се дефинишу општом дефиницијом кроз теорију скупова, али математичке дисциплине ову дефиницију интерпретирају на различите начине. Тако, на пример, у реалној анализи поистоветимо скуп {\displaystyle A=\mathbb {R} }, релацију {\displaystyle \rho ='\leq '}, и бирамо неки скуп {\displaystyle B\subseteq \mathbb {R} }.